# Artilleros LFA
Los Artilleros Cinco de Mayo, también conocidos como Artilleros de Puebla o simplemente Artilleros son un equipo mexicano de fútbol americano de la Liga de Fútbol Americano Profesional de México (LFA), fundado el 18 de agosto de 2018 con sede en la Ciudad de Puebla. Fueron uno de los 2 equipos de la segunda expansión de la liga en la temporada 2019.
La primera sede en su historia fue en San Andrés Cholula, llevándose a cabo sus juegos en el estadio Templo del Dolor, dentro de la Universidad de las Americas Puebla, en el que fueron bien recibidos por la afición.
Los partidos como local actualmente se realizaran en el Estadio universitario de la BUAP, que actualmente tiene una capacidad de 22,000 espectadores, aunque la directiva decidió no abrir las cabeceras norte y sur para los encuentros. Sus colores tradicionales son el Naranja Y el Azul, esto en honor al ejército que combatió en la batalla del 5 de Mayo. Compiten en la División Centro de la Liga de Fútbol Americano Profesional de México (LFA).
Entre sus patrocinadores más importantes se encuentran, Televisa Puebla, McCarthy's Irish Pub, Amha, Vips, Electrolit, Recovery.

## Historia
El equipo fue fundado en agosto de 2018 con el nombre de "Artilleros 5 de Mayo", esto debido a la gran tradición de la batalla del 5 de mayo, que tiene el Estado de Puebla. Fueron uno de los dos equipos de expansión de la Liga en 2019. Eligieron los colores naranja y azul en honor al ejército que combatió en la batalla del 5 de Mayo en la ciudad de Puebla, haciendo referencia a su atuendo. Jugaron su primera temporada en la ciudad de Cholula en el Estadio Templo del Dolor de la Universidad de las Américas Puebla. En la primera temporada dentro del máximo circuito profesional de futbol americano en México, destacó por dar grandes encuentros. Para su segunda temporada dentro del máximo circuito de fútbol profesional de México, se mudaron a la ciudad de Puebla de Zaragoza para jugar en el Estadio Olímpico de la BUAP.

### Artilleros: Gran Debut

#### Temporada 2019
En su primera campaña, el equipo terminó la temporada regular con un récord positivo de 5-3 en temporada regular, siendo una gran campaña del equipo en su presentación ante la liga, incluso ganándole al actual campeón en dos ocasiones, Sin embargo no pudieron calificar a su primer playoffs.
El primer partido que disputaron fue el 24 de febrero del 2019 ante el campeón Mexicas, juego que se llevó a cabo en el Estadio Azul, el cual ganaron  por 29-12, tuvieron una gran presentación al vencer al actual campeón y mantuvieron una gran competitividad a lo largo de la temporada siendo hasta la última jornada cuando quedarían fuera de playoffs, frente a un equipo de gran experiencia como Mayas.

#### Temporada 2020
En su segunda campaña, el equipo se reforzó con grandes jugadores en el Draft todos ellos elegidos de las universidades de puebla, destacando el OL Diego bedolla y el DB Osvaldo Zumalacarregui, ambos de la Universidad de las Américas Puebla y con grandes posibilidades de ingresar al combine de la CFL.
Para esta temporada el equipo obtuvo un récord de 2-3, inicio perdiendo sus 3 primeros juegos de la temporada todos con marcadores cerrados y algunas ocasiones perdiendo la ventaja que se tenía, el equipo seguía mostrando una gran competitividad, y fue hasta la semana 5 que consiguieron su primera victoria de la campaña y de visita frente a los Osos de Toluca demostrando el gran equipo ofensivo que tenían, y una semana después confirmando la mejoría del equipo derrotaron a los Pioneros de Querétaro en el Estadio Olímpico de la BUAP, sin embargo debido a la pandemia del Covid-19, la temporada de la LFA se canceló.

## Estadísticas
| Temporada | Entrenador     | Temporada Regular | Temporada Regular | Temporada Regular   | Postemporada | Postemporada | Postemporada |
| Temporada | Entrenador     | Récord            | Cociente          | Resultado           | Récord       | Cociente     | Resultado    |
| --------- | -------------- | ----------------- | ----------------- | ------------------- | ------------ | ------------ | ------------ |
| 2019      | Gustavo Torres | 5-3               | 0.625             | 3.º División Centro | —            | —            | No clasificó |
| 2020      | Gustavo Torres | 2-3               | 0.400             | 3.º División Centro | —            | —            | —            |
| 2021      | Descanso       |                   |                   |                     |              |              |              |
| 2022      | Descanso       |                   |                   |                     |              |              |              |
| 2023      | Descanso       |                   |                   |                     |              |              |              |

     Temporada Cancelada

## Afición

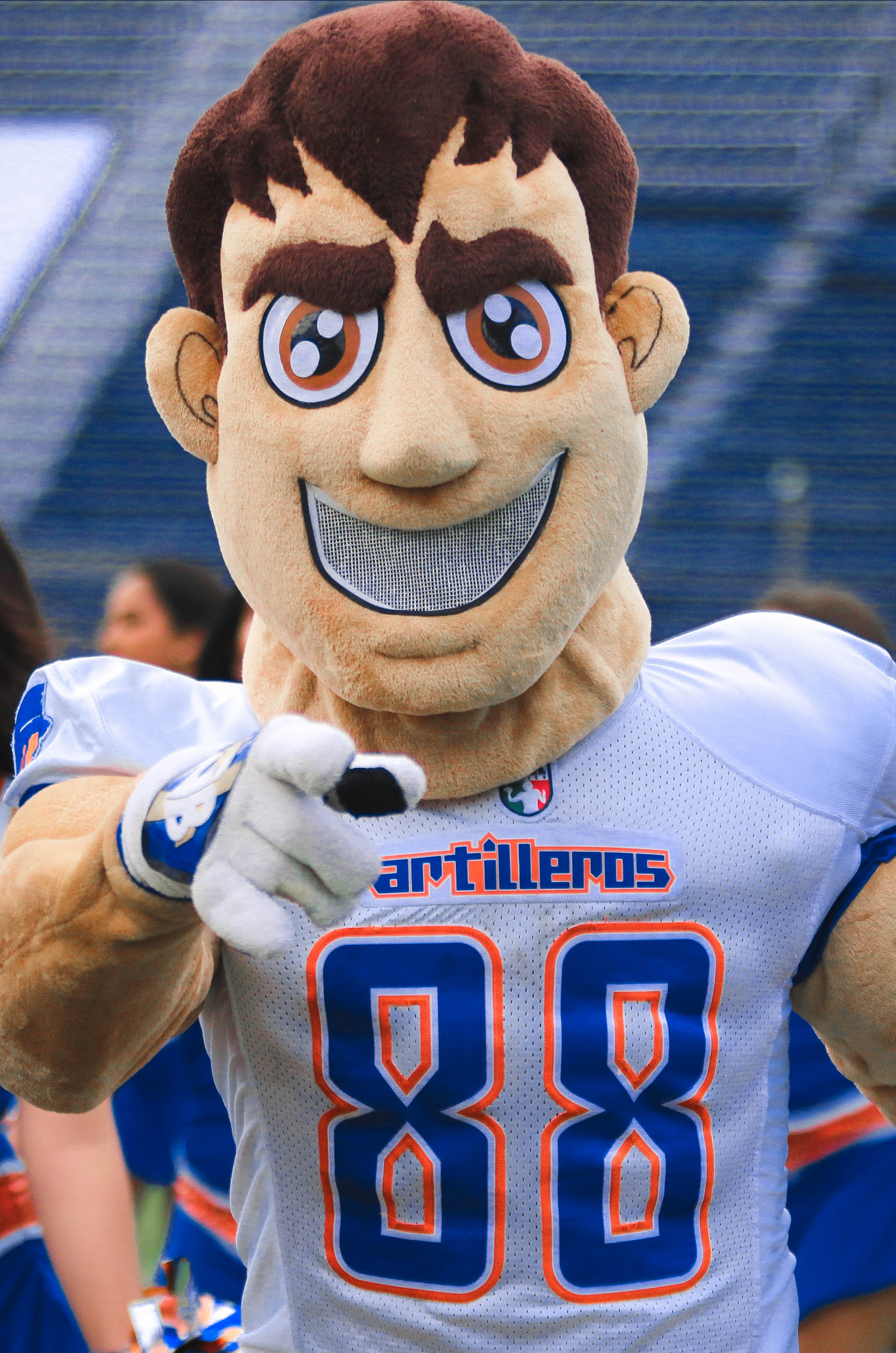
Nacho

Los Artilleros se caracterizan por tener una gran afición en la LFA, esto se dio gracias a que Puebla es una gran plaza para el Fútbol Americano, tienen de los mejores programas de Fútbol americano Colegial. además de tener grandes jugadores con los que la afición pudo identificarse, igualmente con el paso de la temporada uno, el equipo se mostró como uno de los mejores lo cual llamó la atención de los poblanos, y con el cambio de estadio al Olímpico de la BUAP, han logrado atraer buena afición, dándoles una buena experiencia de estadio.  

### La mascota
Desde 2019, la mascota oficial de Artilleros es Nacho. Un general de la batalla del 5 de Mayo y uno de los personajes históricos más queridos e importantes de México. 
Actualmente se presenta durante los partidos de los Artilleros en el Estadio, hizo su primera aparición el 24 de febrero de 2019 durante el juego debut del equipo contra Mexicas en el Estadio Azul. En el 2020 estará presente en la nueva sede del equipo, el Estadio Olímpico Universitario BUAP.

## Símbolos

### Escudo
Para su primera temporada de la LFA y en la actualidad el diseño que portó el club consta de la figura de un Artillero Poblano, que hace referencia al ejército que participó en la Batalla del 5 de Mayo, se destacan los colores naranja y azul, algunos aficionados lo comparan con el logo de los Patriotas de Nueva Inglaterra de la NFL, debido a su parecido.

## Jugadores

### Plantel actual

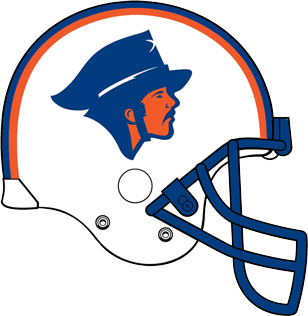
Casco Artilleros

Roster de la Temporada Actual
| N.º                | País                      | Posición     | Nombre                 | Edad         | Equipo Colegial           |
| Quarterbacks       | Quarterbacks              | Quarterbacks | Quarterbacks           | Quarterbacks | Quarterbacks              |
| ------------------ | ------------------------- | ------------ | ---------------------- | ------------ | ------------------------- |
| 2                  | Bandera de México         | QB           | Diego Ruiz             | 30 años      | Aztecas UDLAP             |
| 7                  | Bandera de México         | QB/WR        | Andrés Chio            | 30 años      | Borregos ITESM Puebla     |
| 10                 | Bandera de México         | QB           | Jhoset Crasborn        | 30 años      | Lobos BUAP                |
| Running Backs      |                           |              |                        |              |                           |
| 23                 | Bandera de México         | RB           | Kevin Bryan Correa     | 30 años      | Aztecas UDLAP             |
| 28                 | Bandera de México         | RB           | Raymundo Torres        | 31 años      | Borregos ITESM Puebla     |
| 34                 | Bandera de México         | RB           | Francisco Valverde     | 31 años      | Borregos ITESM Puebla     |
| 39                 | Bandera de México         | RB           | Antonio Hernandez      | 32 años      | Lobos BUAP                |
| 89                 | Bandera de México         | FB/TE        | Alberto Cebada         | 31 años      | Borregos ITESM Puebla     |
| Wide Receivers     |                           |              |                        |              |                           |
| 6                  | Bandera de México         | WR           | Humberto Noriega       | 33 años      | Aztecas UDLAP             |
| 8                  | Bandera de México         | WR           | Sergio Leon            | 33 años      | Aztecas UDLAP             |
| 12                 | Bandera de México         | WR           | Miguel Ramirez         | 30 años      | Lobos BUAP                |
| 17                 | Bandera de México         | WR           | Anwar Landa            | 31 años      | Borregos ITESM Puebla     |
| 31                 | Bandera de México         | WR           | Rodrigo Arias          | 32 años      | Borregos ITESM Puebla     |
| 80                 | Bandera de México         | WR           | Diego Vazquez          | 29 años      | Lobos BUAP                |
| 81                 | Bandera de México         | WR           | Jorge Retana           | 30 años      | Aztecas UDLAP             |
| 87                 | Bandera de México         | WR           | Jorge Bravo            | 30 años      | Aztecas UDLAP             |
| Línea Ofensiva     |                           |              |                        |              |                           |
| 51                 | Bandera de México         | OL           | Diego Bedolla          | 30 años      | Aztecas UDLAP             |
| 59                 | Bandera de México         | OL           | Jorge Ruiz             | 33 años      | Borregos ITESM Puebla     |
| 67                 | Bandera de México         | OL           | Marco Bautista         | 32 años      | Borregos ITESM Puebla     |
| 69                 | Bandera de México         | OL           | Oscar Tellez           | 34 años      | Borregos ITESM Puebla     |
| 70                 | Bandera de México         | OL           | Marcos Covarrubias     | 30 años      | Aztecas UDLAP             |
| 71                 | Bandera de México         | OL           | Valentín Sánchez       | 30 años      | Aztecas UDLAP             |
| 72                 | Bandera de México         | OL           | Juan Manuel Gray       | 31 años      | Aztecas UDLAP             |
| 73                 | Bandera de México         | OL           | Arturo Figueroa        | 37 años      | Aztecas UDLAP             |
| 74                 | Bandera de México         | OL           | Alfredo del Toro       | 33 años      | Borregos ITESM Puebla     |
| 76                 | Bandera de México         | OL           | Mario Campos           | 37 años      | Aztecas UDLAP             |
| 82                 | Bandera de México         | TE           | Marcelo Zumalacarregui | 36 años      | Borregos ITESM Puebla     |
| Línea Defensiva    |                           |              |                        |              |                           |
| 9                  | Bandera de México         | DL           | José Lopez Said        | 29 años      | Borregos ITESM Toluca     |
| 41                 | Bandera de México         | DL           | German Meza            | 31 años      | Aztecas UDLAP             |
| 45                 | Bandera de México         | DL           | Hassen Aguilar         | 32 años      | Aztecas UDLAP             |
| 78                 | Bandera de México         | DL           | Guillermo Calderón     | 31 años      | Aztecas UDLAP             |
| 90                 | Bandera de México         | DL           | Javier Ruiz            | 31 años      | Lobos BUAP                |
| 95                 | Bandera de México         | DL           | Daniel Carreón         | 31 años      | Borregos ITESM Puebla     |
| 97                 | Bandera de México         | DL           | Francisco Krauss       | 38 años      | Aztecas UDLAP             |
| 99                 | Bandera de México         | DL           | Noé Paredes            | 32 años      | Aztecas UDLAP             |
| Linebackers        |                           |              |                        |              |                           |
| 21                 | Bandera de México         | LB           | Alberto Quiroz         | 30 años      | Borregos ITESM Puebla     |
| 32                 | Bandera de México         | LB           | Diego Torres           | 29 años      | Aztecas UDLAP             |
| 52                 | Bandera de México         | LB           | Arnaldo Villarreal     | 34 años      | Borregos ITESM Puebla     |
| 56                 | Bandera de México         | LB           | Armando Vargas         | 37 años      | Lobos BUAP                |
| 57                 | Bandera de México         | LB           | Sergio Silva           | 27 años      | Tigres Blancos UMAD       |
| Defensive Backs    |                           |              |                        |              |                           |
| 1                  | Bandera de Canadá         | CB           | Zacary Alexis          | 32 años      | Montreal of Univesity     |
| 3                  | Bandera de Canadá         | CB           | Elroy Thompson         | 32 años      | Montreal of Univesity     |
| 5                  | Bandera de México         | SS           | Osvaldo Zumalacarregui | 31 años      | Aztecas UDLAP             |
| 13                 | Bandera de México         | CB           | Brandon Barrios        | 31 años      | Lobos BUAP                |
| 18                 | Bandera de México         | CB           | Geovanni Gomez         | 31 años      | Lobos BUAP                |
| 26                 | Bandera de México         | FS           | Daniel Rivera          | 30 años      | Borregos ITESM Puebla     |
| 27                 | Bandera de Estados Unidos | SS           | Daronne KeitH          | 28 años      | Bandera de Estados Unidos |
| 37                 | Bandera de México         | FS           | Manuel Hernandez       | 28 años      | Aztecas UDLAP             |
| 44                 | Bandera de México         | SS           | Joaquin Guerra         | 37 años      | Aztecas UDLAP             |
| Equipos Especiales |                           |              |                        |              |                           |
| 4                  | Bandera de México         | K            | Gabriel Amavizca       | 31 años      | Lobos BUAP                |

### Jugadores Drafteados CFL
| Humberto Noriega   | WR | Hamilton Tiger-Cats      | Cortado        |
| Sebastián Olvera   | WR | Saskatchewan Roughriders | Baja (Lesión)  |
| Manuel Hernández   | S  | Winnipeg Blue Bombers    | Practice squad |
| Jose Alfonsín      | DB | Edmonton Eskimos         | Practice squad |
| Manuel Márquez     | CB | Montreal Alouettes       | Practice squad |
| Gabriel Amavizca   | K  | Winnipeg Blue Bombers    | Roster         |
| Guillermo Caldéron | DT | Calgary Stampeders       | Practice squad |

## Uniforme
El uniforme original de los Artilleros es un jersey naranja con mangas en color azul, que contiene como marca de agua unos cañones en cada brazo y pants azules, un casco blanco con el logo del equipo a los costados. Actualmente el uniforme de visita es blanco completamente, aunque también ha hecho diversas combinaciones.

### Uniformes actuales
- 2019

Primer Uniforme
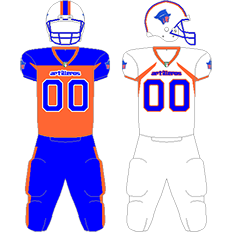
Temporada 2019

- 2019

Uniformes Actuales
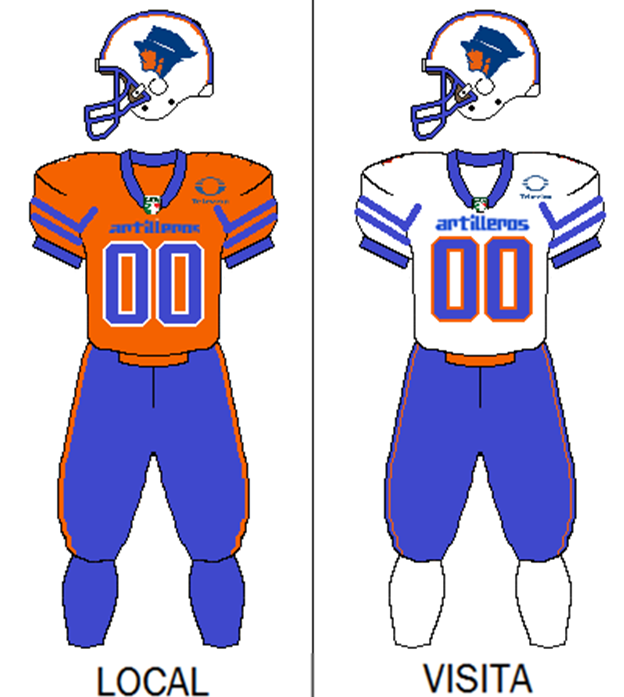
Temporada 2020

### Indumentaria
A continuación se enumeran en orden cronológico el fabricante de las indumentarias del club que ha tenido desde 2019.
| Período       | Proveedor  |
| ------------- | ---------- |
| 2019 (visita) | CDR Sports |
| 2019 (local)  | Laufton    |
| 2020          | CDR Sports |

En el año 2019 CDR Sports la empresa deportiva proveerá al club de la indumentaria de visita durante la temporada 2019, esto debido al incumpliemiento de la empresa provedora de la LFA(Laufton), que solo entregó los uniformes de local.

## Instalaciones

### EstadioTemplo del Dolor

Estadio Olímpico BUAP

El Estadio Templo Del Dolor es un recinto deportivo de la UDLAP con capacidad para 3.384 espectadores, ubicado en Cholula Puebla de la, dentro de la Universidad de las Americas Puebla. El estadio es casa de los equipos de fútbol americano representativos de la institución: los Aztecas en todas sus categorías, así como de los Artilleros LFA.
Los Artilleros anunciaron que para su primera temporada jugarían como locales en este mítico estadio.

### Estadio Olímpico de la BUAP
El Estadio Olímpico de la BUAP es un estadio multiusos con un aforo de 22 mil personas, el cual tiene características para ser sede de eventos olímpicos. Originalmente fue construido en 1992 por parte de la Universidad Autónoma de Puebla para practicar deporte. El estadio fue remodelado en el 2011. Para la temporada 2020 de la LFA, este será el estadio sede de los juegos de los Artilleros 5 de Mayo.